# Liste des grands imams de la mosquée al-Azhar
Pour les articles homonymes, voir Al-Azhar.
 (juin 2017).
Si vous disposez d'ouvrages ou d'articles de référence ou si vous connaissez des sites web de qualité traitant du thème abordé ici, merci de compléter l'article en donnant les références utiles à sa vérifiabilité et en les liant à la section « Notes et références ».
Le grand cheikh de la mosquée d'al-Azhar, encore appelé grand imam, dirige à la fois la mosquée Al-Azhar et l'université qui y est rattachée.
Voici la liste des imams qui se sont succédé à la tête de cette mosquée, fondée en 970 sous la dynastie des Fatimides :

## DuXVIIesiècleauXIXesiècle
1. [? - 1690] Cheikh Mohammad al-Kharachi
2. [1690 - 1694] Cheikh Ibrahim al-Baramaoui
3. [1694 - 1708] Cheikh Mohammad al-Nasharti
4. [1708 - 1711] Cheikh Abd al-Baqi al-Qillini
5. [1711 - 1720] Cheikh Mohammed Shannan
6. [1720 - 1724] Cheikh Ibrahim al-Fayyoumi
7. [1724 - 1757] Cheikh Abd-Allah al-Shabraoui
8. [1757 - 1767] Cheikh Mohammed al-Hifni
9. [1767 - 1768] Cheikh Abd al-Ra'uf al-Sijjini
10. [1768 - 1776] Cheikh Ahmad al-Damanhouri
11. [1778 - 1793] Cheikh Ahmad al-Arousi
12. [1793 - 1812] Cheikh Abd-Allah al-Sharqaoui
13. [1812 - 1818] Cheikh Mohammed al-Shanaouani
14. [1818 - 1829] Cheikh Mohammed al-Arousi
15. [1829 - 1830] Cheikh Ahmed al-Damhougi
16. [1830 - 1834] Cheikh Hassan al-Attar
17. [1834 - 1838] Cheikh Hassan al-Quouaisni
18. [1838 - 1847] Cheikh Ahmed Abd al-Jawwad
19. [1847 - 1860] Cheikh Ibrahim al-Baygouri
[1860-1864] : un Conseil remplace le recteur.
20. [1864 - 1870] Cheikh Moustafa al-Arousi
21. [1870 - 1882] Cheikh Mohammed al-Abbasi
22. [1882 - 1882] Cheikh Mohammed al-Inbabi
23. [1882 - 1886] Cheikh Mohammed al-Abbasi
24. [1886 - 1895] Cheikh Mohammed al-Inbabi
25. [1896 - 1900] Cheikh Hassouna al-Naouaoui

## XXesiècle
| No | Portrait | Grand Imam                               | Début | Fin         |
| -- | -------- | ---------------------------------------- | ----- | ----------- |
| 28 |          | Ali Mohammed al-Biblaoui                 | 1902  | 1905        |
| 29 |          | Abd al-Rahman al-Chirbini                | 1905  | 1907        |
| 30 |          | Hassûnah An-Nawâwî (2e mandat)           | 1907  | 1909        |
| 31 |          | Salim al-Bishri (2e mandat)              | 1909  | 1917        |
| 32 |          | Mohammed Abou al-Fadl al-Jizaoui         | 1917  | 1927        |
| 33 |          | Mohammed Moustafa al-Maraghi             | 1927  | 1929        |
| 34 |          | Mohammed Al-Ahmadi al-Zaouahiri          | 1929  | 1935        |
| 35 |          | Mohammed Moustafa Al-Maraghi (2e mandat) | 1935  | 1945        |
| 36 |          | Moustafa Abd al-Raziq                    | 1945  | 1947        |
| 37 |          | Mohammed Ma'mun al-Shinnaoui             | 1948  | 1950        |
| 38 |          | Abd al-Majid Salim                       | 1950  | 1951        |
| 39 |          | Ibrahim Hamrous                          | 1951  | 1952        |
| 40 |          | Abd al-Majid Salim (2e mandat)           | 1952  | 1952        |
| 41 |          | Mohammed al-Khadir Hussein               | 1952  | 1954        |
| 42 |          | Abd al-Rahrman Taj                       | 1954  | 1958        |
| 43 |          | Mahmoud Shaltout                         | 1958  | 1963        |
| 44 |          | Hassan Ma'moun                           | 1963  | 1969        |
| 45 |          | Mohammed Mohammed al-Fahham              | 1969  | 1973        |
| 46 |          | Abdel-Halim Mahmoud                      | 1973  | 1978        |
| 47 |          | Mohammed Abd al-Rahman Bisar             | 1979  | 1982        |
| 48 |          | Gad al-Haq Ali Gad al-Haq                | 1982  | 1996        |
| 49 |          | Mohammed Tantaoui                        | 1996  | 2010        |
| 50 |          | Ahmed el-Tayeb                           | 2010  | aujourd'hui |